# Chevelle
Chevelle sunt o formație de rock/metal alternativ  din Chicago, Illinois fondată în 1994 de către Pete Loeffler și Sam Loeffler, Joe Loeffler alăturându-li-se în 1996 (care a fost înlocuit de către cumnatul Loeffler-ilor, Dean Bernardini). Numele formației se referă la mașina preferată a tatălui fraților Loeffler. Inspirat din secvențele muzicale ale celor de la Helmet și de stilul Tool, formația americană Chevelle s-a impus în lumea artiștilor prin sunetul agresiv, tensionat al chitarelor. Format în 1995, în Chicago, trupa era alcatuită din Sam (baterie), Pete (voce, chitară) și Joe (bas) Loeffler. Cariera lor a început cu mici spectacole la petreceri și la evenimente locale.

## Istoria formației

### Point #1
Colaborând cu producătorul Steve Albini, Chevelle și-au lansat albumul de debut Point#1 prin casa de discuri Squint Entertainment în mai 1999. Deși albumul a fost criticat datorită structurii repetititve a melodiilor, a fost în general bine primit de public. În această perioadă formația a fost etichetată drept o formație rock creștină, deși ei nu se prezintă astfel. Piesa care dă numele albumului Point No. 1, ca de altfel și Mia au fost lansate ca single-uri. Videoclipuri au fost produse pentru ambele, și fiecare a câștigat un premiu Dove Award pentru Hard Music Song: Mia în 2000 și Point #1 anul următor. Albumul a castigat si un  premiu "Hard Music Album" in 2000.

### Wonder What's Next
Au dobândit faimă în 2002 cu albumul Wonder What's Next. Formația a ales să semneze un contract cu casa de discuri Epic după ce au auzit albumul trupei Mudvayne L.D. 50. Albumul Wonder What's Next a lansat hituri precum The Red, Closure, și Send the Pain Below, care au ajuns în fruntea topurilor Mainstream Rock Chart și Modern Rock Tracks chart. Albumul a fost în cele din urmă recompensat cu discul de platină în iunie. Succesul trupei a rezultat în concertarea lor în Ozzfest și îmbarcarea în turul Europei împreună cu Audioslave.

### This Type of Thinking (Could Do Us In)
Cel de-al treile album, This Type of Thinking (Could Do Us In) a fost lansat în septembrie 2004 și a produs 3 single-uri, Vitamin R (Leading Us Along), The Clincher, and Panic Prone. Vitamin R (Leading Us Along) a ajuns pe locul 1 în Mainstream Rock Chart și a beneficiat de multă difuzare pe MTV și MTV2. The Clincher' a fost inclus în jocul video Madden NFL 2005. Albumul a fost recompensat cu discul de aur de RIAA. Trupa și-a promovat albumul cu un tur ce includea trupele Taproot și 30 Seconds to Mars, cântând în deschidere. Chevelle au încheiat anul cu un tur de arenă, deschizând pentru Nickelback.

### Vena Sera
Albumul numărul patru a celor de la Chevelle, Vena Sera a fost lansat pe 3 aprilie 2007, vânzându-se  în 62.000 de exemplare în prima săptămână, debutând pe locul 12 în topul Billboard Hot 200 Albums. Well Enough Alone a fost primul single și a beneficiat de succes mediu la radio, împreună cu propriul videoclip care a câștigat într-un concurs de selectare videclipuri pe MTV. Chevelle au plecat în turneu împreună cu  Evanescence, Finger Eleven și Strata în martie și  aprilie 2007, urmat de un alt tur doar cu Finger Eleven și Strata în mai și iunie. Cel de-al doilea single de pe album, I Get It a fost lansat în 12 iunie 2007. Trupa și-a petrecut luna iulie 2007 în turneu în Australia cu trupa The Butterfly Effect.

## Albume
| Data lansării                        | Titlu                                   | Casa de discuri | Cea mai înaltă pozitie în Billboard | Vânzări în S.U.A.    |
| 4 mai 1999                           | Point #1                                | Squint          | -                                   | -                    |
| 27 august 2002                       | Wonder What's Next                      | Epic            | #14                                 | Platina (1,000,000+) |
| 21 septembrie 2004                   | This Type of Thinking (Could Do Us In)  | Epic            | #8 U.S.                             | Aur (650,000+)       |
| 3 aprilie 2007                       | Vena Sera                               | Epic            | #12 U.S.                            | (353,740+)           |
| 31 august 2009                       | Sci-Fi Crimes                           |                 | #3 U.S.                             | (46,000+)            |
| 6 decembrie 2011                     | Hats Off to the Bull                    | Epic            | #20 U.S                             | (239,000+)           |
| 4 decembrie 2012                     | Stray Arrows: A Collection of Favorites | Epic            | #195 U.S                            | -                    |
| 1 aprilie 2014(U.S) 9 iunie 2014(UK) | La Gárgola                              | Epic            | #3 U.S                              | (153,000+)           |
| 8 iulie 2016                         | The North Corridor                      | Epic            | #8 U.S                              | (33,000+)            |
| 26 octombrie 2018                    | 12 Bloody Spies                         | Epic            | #139 U.S                            | -                    |
| 5 martie 2021                        | NIRATIAS                                | Epic            | #9 U.S                              | (28,000+)            |

## Demo-uri
| Anul lansarii | Titlu          | Casa de discuri    |
| 1998          | The Blue album | Lansat independent |

## DVD
- Live from the Norva, 2003 (Epic)
- This Type of Thinking (Could Do Us In) DualDisc, 2005 (Epic)

## Single-uri
| An   | Titlu                          | Pozitie top          | Pozitie top                     | Pozitie top                 | Pozitie top | Album                                  |
| An   | Titlu                          | US Billboard Hot 100 | US Mainstream Rock Tracks chart | US Modern Rock Tracks chart | US Rock     | Album                                  |
| 2000 | Point #1"                      | -                    | #40                             | -                           | -           | Point #1                               |
| 2000 | Mia"                           | -                    | -                               | -                           | -           | Point #1                               |
| 2002 | "The Red"                      | #56                  | #3                              | #4                          | -           | Wonder What's Next                     |
| 2003 | "Send the Pain Below"          | #65                  | #1                              | #1                          | -           | Wonder What's Next                     |
| 2003 | "Closure"                      | -                    | #17                             | #11                         | -           | Wonder What's Next                     |
| 2004 | "Vitamin R (Leading Us Along)" | #68                  | #1                              | #3                          | -           | This Type of Thinking (Could Do Us In) |
| 2005 | "The Clincher"                 | -                    | #3                              | #8                          | -           | This Type of Thinking (Could Do Us In) |
| 2005 | "Panic Prone"                  | -                    | #26                             | -                           | -           | This Type of Thinking (Could Do Us In) |
| 2007 | "Well Enough Alone"            | #119                 | #4                              | #9                          | -           | Vena Sera                              |
| 2007 | "I Get It"                     | #118                 | #5                              | #4                          | -           | Vena Sera                              |
| 2007 | "The Fad"                      | -                    | #13                             | #39                         | -           | Vena Sera                              |
| 2009 | "Jars"                         | #110                 | #3                              | #5                          | #2          | Sci-Fi Crimes                          |
| 2009 | "Letter from a Thief"          | -                    | #3                              | #5                          | #4          | Sci-Fi Crimes                          |
| 2010 | "Shameful Metaphors"           | -                    | #32                             | #30                         | #36         | Sci-Fi Crimes                          |

## Membri

### Schimbari
Deși trupa a fost inițial formată din cei 3 frați Loeffler, Joe Loeffler a fost eliberat din funcția sa de chitarist bas la data de 10 iulie 2005 datorită unor diferențe ireconciliabile. A fost înlocuit de Geno Lenardo, pentru puțin timp, pentru restul turului de vară al anului 2005. În 20 august 2005, Lenardo a fost înlocuit de Dean Bernadini, cumnatul fraților Loeffler.

## Contribuții-coloană sonoră
- Road Rash: Jail Break(1999) – "Mia"
- Daredevil: The Album (2003) – "Until You're Reformed"
- The Punisher: The Album (2004)  – "Still Running" (Alternative Version)

## Videografie
Chevelle a produs 9 videoclipuri:
- "Point #1" (1999)
- "MIA" (2000)
- "The Red" (2002)
- "Send the Pain Below" (2003)
- "Closure" (2003)
- "Vitamin R (Leading Us Along)" (2004)
- "The Clincher" (2005)
- "Well Enough Alone" (2007)
- "I Get It" (2007)
- "The Fad" (2008)